# HD 131551
HD 131551，又名CP-74 1281，SAO 257219、HR 5555，是一颗恒星，视星等为6.2，位于銀經311.08，銀緯-14.23，其B1900.0坐标为赤經14h 49m 8.5s，赤緯-74° -14.23′ 44″。